# Deutsche Poolbillard-Meisterschaft 1986 (Herren)
Die deutsche Poolbillard-Meisterschaft 1986 war die zwölfte Austragung zur Ermittlung der nationalen Meistertitel der Herren in der Billardvariante Poolbillard. Sie wurde in Cloppenburg ausgetragen. Es wurden die Deutschen Meister in den Disziplinen 14/1 endlos, 8-Ball, 8-Ball-Pokal und erstmals auch im 9-Ball ermittelt.

## Medaillengewinner
| Disziplin    | Gold                                | Silber                               | Bronze                               | 4. Platz                            |
| ------------ | ----------------------------------- | ------------------------------------ | ------------------------------------ | ----------------------------------- |
| 14/1 endlos  | Oliver Ortmann (PBC München-West)   | Thomas Engert (BC Alsdorf)           | Norbert Lang (PBF Pirmasens)         | Edgar Nickel (BCV Kaiserslautern)   |
| 8-Ball       | Günter Geisen (Rot-Weiß Oberhausen) | Oliver Ortmann (Rot-Weiß Oberhausen) | Bernd Hoffmann (Rot-Weiß Oberhausen) | Robert Hasenthaler (BF Straubing)   |
| 9-Ball       | Edgar Nickel (BCV Kaiserslautern)   | Günter Geisen (Rot-Weiß Oberhausen)  | Uwe Sander (PBC Sandhausen)          | Carlos Rohner (BC Alsdorf)          |
| 8-Ball-Pokal | Willi Ludwig (PBC Karlsruhe)        | Peter Lamping (PBC Galgenmoor)       | Uwe Sander (PBC Sandhausen)          | Günter Geisen (Rot-Weiß Oberhausen) |